# Fujiwara no Kiyohira
Fujiwara no Kiyohira est un nom japonais traditionnel ; le nom de famille (ou le nom d'école), Fujiwara, précède donc le prénom (ou le nom d'artiste).
 (novembre 2023).
Si vous disposez d'ouvrages ou d'articles de référence ou si vous connaissez des sites web de qualité traitant du thème abordé ici, merci de compléter l'article en donnant les références utiles à sa vérifiabilité et en les liant à la section « Notes et références ».
Fujiwara no Kiyohira (藤原 清衡), né en 1056 et mort le 10 août 1128, est un samouraï issu d'une parenté mixte japonaise/Emishi de la fin de l'époque de Heian (794-1185), fondateur de la dynastie Hiraizumi ou Ōshū Fujiwara qui dirige le nord du Japon d'environ 1100 à 1189.

## Biographie

### Jeunesse et combats
Kiyohira est le fils de Fujiwara no Tsunekiyo et d'une femme d'Abe no Yoritoki dont le nom est inconnu. Il naît quelque part dans le bassin du fleuve Kitakami en 1056. Son père est de la branche Hidesato du clan Fujiwara, connus pour leur capacité au combat. Même si Tsunekiyo est un fonctionnaire de niveau intermédiaire au fort de Tagajō dans l'actuelle Sendai, préfecture de Miyagi quand il épouse sa femme Emishi, il quitte son poste et va vivre avec sa famille dans l'actuelle préfecture d'Iwate. Ainsi, Kiyohira naît dans une famille Emishi sur le territoire Emishi d'un père considéré comme un traître par les autorités japonaises.
Une grande partie de son enfance se passe dans une communauté en guerre avec les autorités centrales japonaises. Les débuts de la guerre de Neuf Ans, ou guerre de Zenkunen (前九年合戦), se déroulent de façon irrégulière de 1050 à 1062 alors que la suivante, la guerre de Gosannen (後三年合戦) se poursuit de 1083 à 1087. Il perd son grand-père, Abe no Yoritoki, au combat en 1057, son oncle Sadato en 1062 et tous les frères de sa mère sont déportés à Kyūshū la même année. Son propre père est décapité par Minamoto no Yoriyoshi (源頼義) avec une épée émoussée, évènements qui vont façonner sa vie et influencer ses décisions par la suite.
Après avoir perdu son père pendant la précédente guerre, sa mère devient la concubine de son ennemi, Kiyohara no Takehira, qui a aidé Minamoto no Yoriyoshi dans la guerre précédente. Kiyohira grandit dans ce clan ennemi sous le nom de Kiyohara no Kiyohira, avec son demi-frère aîné Sanehira et son demi-frère cadet Iehira. La guerre qui suit pendant trois ans comprend une lutte entre les trois frères en raison de relations familiales complexes. Kiyohira remporte la victoire finale en 1087, avec l'aide de Minamoto no Yoshiie (源 義家), le fils d'un autre de ses anciens ennemis, Minamoto no Yoriyoshi. Kiyohira, cependant, perd sa femme et son fils pendant la guerre, tués par son demi-frère Iehira.

### Fondation d'une famille et construction de sa demeure
Victorieux dans cette guerre, Kiyohira retourne chez lui à fort Toyota (château d'Iwayadō), dans l'actuel arrondissement d'Esashi à Ōshū, dans la préfecture d'Iwate, pour préparer son futur. Aux alentours de 1090 à 1100, il construit une nouvelle maison sur le mont Kanzan, la «  Montagne barrière », dans ce qui est maintenant Hiraizumi. Il semble y avoir trois principales raisons pour son choix de ce site. La première est son emplacement directement sur le chemin de la frontière, la route principale menant au sud de la capitale et d'autres grandes villes et au nord vers les terres qu'il contrôle. Deuxièmement, il est déterminé à être au centre de leur royaume, à Ōshū, mesuré à partir de la barrière de Shirakawa dans le sud de Sotogahama situé dans l'actuelle préfecture d'Aomori dans le nord. Enfin, cet emplacement se trouve sur le côté sud de la rivière Koromo, dans ce qui est traditionnellement un territoire japonais. Les précédents forts Emishi sont toujours construits sur le côté nord des rivières qui coulent vers l'est ou l'ouest.
Il est prouvé que Kiyohira n'a pas utilisé le nom Fujiwara, mais le nom Kiyohara jusqu'en 1117 lorsqu'il est âgé de plus de 60 ans. Mais il l'utilise et le transmet à ses enfants. Kiyohira a plusieurs épouses et consorts, dont Taira de Kyoto, la mère de ses six enfants. Elle semble s'être vite lassée de la vie sur la frontière éloignée, être retournée à Kyoto où elle a épousé un policier et n'est jamais revenue. Il est également connu pour avoir eu deux épouses Emishi, une Kiyohara et une Abe. Son fils aîné et héritier légitime est Koretsune. Son deuxième fils et successeur éventuel est Motohira, né vers 1105, probablement de l'une des épouses Emishi de Kiyohira.
Après avoir achevé sa maison à Hiraizumi, Kiyohira commence un ambitieux programme de construction d'un temple bouddhiste au sommet du mont Kanzan, le Chūson-ji. Ce complexe de temples, de pagodes, de reposoirs et de jardins est destiné à constituer son héritage, la réalisation de sa vision de lui-même, de sa famille et de son domaine pour toujours.

## Honneur
L'astéroïde (7525) Kiyohira est nommé en son honneur.